# Gamla stan (stacja metra)
Gamla stan – powierzchniowa stacja sztokholmskiego metra, leży w Sztokholmie, w Innerstaden, w dzielnicy Södermalm, w części Gamla stan, na wyspie Stadsholmen. Na zielonej (T19, T17 i T18) i czerwonej linii metra, między T-Centralen a Slussen. Dziennie korzysta z niej około 21 800 osób.
Stacja znajduje się pod mostem Centralbron, między Munkbroleden i Munkbrohamnen. Ma jedną halę biletową, dostać się do niej można z Mälartorget i z Munkbrohamnen. 
Stację oddano do użytku 24 listopada 1957 (otworzono wówczas odcinek Slussen-Hötorget). Ma dwa perony, zachodni przeznaczony jest do ruchu na północ, wschodni na południe.

## Sztuka
- Metalowe ogrodzenie między torowiskami, Britta Carlström, 1998
- Dwa malowidła naśladujące średniowieczny gobelin na ścianach przy torach, Göran Dahl, 1998
- Klinkierowe ściany w hali biletowej, Göran Dahl, 1998
- Mozaikowe posadzki na peronach i w hali biletowej, motyw słońca z gobelinu Hogdal i wnętrza kościoła św. Mikołaja (Storkyrkan), Göran Dahl, 1998

## Czas przejazdu
| Linia | Stacja          | Czas przejazdu | Stacja              | Czas przejazdu  |
| T13   | Ropsten         | 10 min         | Slussen T-Centralen | 1-2 min 2-4 min |
| T13   | Norsborg        | 34 min         | Slussen T-Centralen | 1-2 min 2-4 min |
| T13   | Mörby centrum   | 17 min         | Slussen T-Centralen | 1-2 min 2-4 min |
| T13   | Fruängen        | 16 min         | Slussen T-Centralen | 1-2 min 2-4 min |
| T17   | Åkeshov         | 24 min         | Slussen T-Centralen | 1-2 min 2-4 min |
| T17   | Skarpnäck       | 18 min         | Slussen T-Centralen | 1-2 min 2-4 min |
| T18   | Alvik           | 17 min         | Slussen T-Centralen | 1-2 min 2-4 min |
| T18   | Farsta strand   | 23 min         | Slussen T-Centralen | 1-2 min 2-4 min |
| T19   | Hässelby strand | 36 min         | Slussen T-Centralen | 1-2 min 2-4 min |
| T19   | Hagsätra        | 22 min         | Slussen T-Centralen | 1-2 min 2-4 min |

## Otoczenie
W otoczeniu stacji znajdują się:
- Gamla stan
- Riddarholmskyrkan
- Stortorget
- Wrangelska Palatset
- Tyska Kyrkan
- Riddarhuset
- Bad Estniska skolan
- Storkyrkoskolan
- Muzeum Nobla
- Postmuseum